# Erath megye
Erath megye az Amerikai Egyesült Államokban, azon belül Texas államban található. Megyeszékhelye és legnagyobb városa Stephenville. Lakosainak száma 42 545 fő (2020. április 1.). Erath megye Palo Pinto, Hood, Somervell, Bosque, Hamilton, Comanche és Eastland megyékkel határos.

## Népesség
A megye népességének változása:
| Lakosok száma | 37 897 | 39 019 | 39 554 | 39 658 | 41 122 | 42 545 |
|               | 2010   | 2011   | 2012   | 2013   | 2015   | 2020   |